# 徐州剿匪總司令部

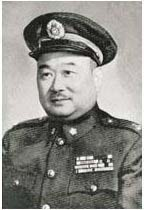
剿匪總司令劉峙

徐州剿匪总司令部（简称“徐州剿总”）是1948年至1949年中华民国国军设立的负责华东剿共的剿匪总司令部。

## 沿革历史
抗日战争胜利后，第十战区接收了徐州。1945年10月底进驻杭州的第三战区司令长官部改为徐州绥靖公署，驻徐州。1945年12月正式成立，顾祝同就任绥署主任。李品仙、汤恩伯、冯治安为副主任。内设：
- 第一处：主管军务、人事。
- 第二处：主管军事情报。
- 第三处：主管作战、训练。
- 第四处：主管交通、辎重、军事装备。
- 副官处：主管本部经理、总务。
- 经理处：主管部队经理、供给。
- 军法处：
- 民事处：
- 联秘处：
- 政治部
  - 政治部中将主任滕杰
  - 政治部副主任侯鼐钊（黄埔一期）
  - 政治部少将秘书长吴一舟
  - 第一科：主办部队政训工作。上校科长祝文魁
  - 第二科：主办民训工作和军医院政训工作。上校科长李亮
  - 第三科：主办宣传工作。上校科长胡炯心
  - 第四科：主办本部文书、总务工作。上校科长黄
  - 人事科：主办本部和部队政工机构人事工作。上校科长罗春波
  - 督察专员：毛石丹少将、赵松子上校、罗春山上校、王叔平上校
- 第一绥靖区：
- 第二绥靖区：司令官王耀武。驻济南。
- 第三绥靖区：司令官冯治安。驻徐州、贾汪。
- 指挥12个军、26个师、2个装甲团。

1946年5月顾祝同接何应钦任陆军总司令，薛岳接任徐州绥署主任。6月底到任，薛岳第一号训令就是下达《剿匪手册》，立即发动“徐州绥靖作战”，大举进攻鲁南、苏北解放区，以打通徐州和台儿庄、枣庄之间的铁路线，并占领枣庄煤矿，通过铁路实现兵运和冬季燃料的运输。薛岳派出王长海的整编第77师和马励武的整编26师分别向峄县和枣庄进犯。辖第一、第二、第三绥靖区和第二十一、第三十二集团军。1946年6月任命韩德勤为副主任；7月免汤恩伯副主任职，任命吴奇伟为副主任。1947年春，该绥靖公署编成4个兵团，对山东境内的解放军进攻。1946年7月，徐州绥靖公署组织架构：
- 主任薛岳
- 副主任李品仙、吴奇伟、冯治安、汤恩伯、李延年
- 参谋长陈世希
- 第一绥靖区
  - 司令官李默庵
  - 副司令官陈大庆、李觉
  - 第十九集团军
    - 总司令张雪中
    - 副总司令李铣
    - 整21师 师长李雨卿
      - 整145旅
      - 整146旅
      - 新7旅

    - 整51师 师长周毓英
      - 整113旅
      - 整114旅

    - 整52师 师长王毓文
      - 整33旅
      - 整82旅

  - 整25师 师长黄百韬
    - 整40旅
    - 整108旅
    - 整148旅

  - 整49师 师长王铁汉
    - 整26旅
    - 整79旅
    - 整105旅

  - 整74师 师长张灵甫
    - 整51旅
    - 整57旅
    - 整58旅

  - 整83师 师长李天霞
    - 整19旅
    - 整63旅
- 第二绥靖区
  - 司令官王耀武
  - 副司令官李仙洲、廖运泽、丁治磐
  - 第二十集团军
    - 总司令夏楚中
    - 第八军 军长李弥
      - 第103师
      - 第166师
      - 荣誉第一师

    - 第十二军 军长霍守义
      - 第111师
      - 第112师
      - 新36师

    - 第九十六军 军长陈金城
      - 暂12师
      - 暂14师
      - 暂15师

  - 第七十三军 军长韩浚
    - 第15师
    - 第77师
    - 第193师

  - 第五十四军 军长阙汉骞
    - 第8师
    - 第36师
    - 第198师
- 淮海指挥部：指挥官李延年。

1946年11月，为给“国民大会献礼”，出动25个整编旅“一次性解决苏北问题”。12月16日，整69师、整11师陷入华中野战军重围，12月19日整69师全军覆没，师长戴之奇自杀。宿北战役开创内战爆发以来，一次作战歼敌最多的纪录（21,530人）、一次作战歼一个整编师的战例。
1947年1月1日整26师及第一快速纵队被围，1月4日整26师以快速纵队的坦克为先锋突围，途中在漏汁湖一带遭伏击，11日整26师被全歼，师长马励武被俘。20日，援军整51师被全歼。鲁南战役历时19天，山东野战军和华东野战军伤亡8,000余人，歼5.3万余人，缴获坦克24辆、各种火炮200余门、汽车474辆，首创华东战场一次歼2个整编师和1个快速纵队的纪录，是中国有史以来第一次全歼成建制装甲部队。
鲁南战役结束后，国军高峰判断经连续大战，华东共军伤亡巨大，已无可用之兵，蒋介石派参谋总长陈诚坐镇徐州进行督战，于1947年1月31日发动了最大攻势，出动23个整编师51个整编旅，沿铁路三路围攻，力图一次消灭华东解放区，与解放军在临沂决战。解放军以一部在临沂摆出决战态势牵制敌军，又以地方武装伪装正规军在兖州大运河架桥，而主力于2月10日紧急北上。2月15日国军占领临沂，称全歼华东共军主力16个师30万人，残部正准备经兖州突围。陈诚遂下令让山东济南的李仙洲集团加速南下，阻止共军向运河以西突围。2月20日李仙洲集团在莱芜被围，共军放开莱芜城北通道。2月23日，李仙洲放弃阵地向北突围，一离开莱芜城就遭到伏击，5个小时后全军覆没，李仙洲被俘。莱芜战役华东野战军伤亡8,800余人，歼灭1个绥靖区前进指挥所（兵团级）、2个军部、7个师共5.6万余人，为首次歼灭一个兵团战例。
1947年莱芜战役惨败。1947年3月2日《徐永昌日记》写：“指挥官以杜聿明较佳，薛岳为差。”1947年3月5日，为统一指挥华东、中原战场的机动部队，撤销徐州绥署，陆军总部移驻徐州改为“中华民国陆军总司令部（简称“陆总”）徐州司令部”，顾祝同为总司令，副总司令韩德勤、汤恩伯、范汉杰（兼郑州指挥所主任），参谋长张秉钧/1947年5月22日起郭汝瑰，副参谋长冷欣、张世希（兼郑州指挥所参谋长）、蔡文治（1947.5.31从军调部参谋长调任），秘书长滕杰中将。薛岳到南京担任国民政府参军长。同时，1945年10月成立的郑州绥靖公署改为“中华民国陆军总司令部郑州指挥所”，主任范汉杰，由陆总徐州司令部统一指挥。《粟裕回忆录》评价：“薛岳用兵尚机敏果断，而顾祝同则历来是我军手下败将，以庸才代替干才”。徐州司令部设在徐州城内文亭街（原日伪淮海省政府旧址），辖：
- 办公厅
- 第一处：主管军官佐属的人事任免及升迁调补等工作。处长许午言少将（黄埔六期工兵科）。
  - 办公室
  - 第一课：科长马可上校，中校参谋鲁鋆
  - 第二课
- 第二处：主管谍报。
- 第三处：主管作战及训练。处长徐志勖
- 第四处：主管后勤。
- 总务处：处长李子敬
- 干训班：主任朱维岳少将
  - 青年训导大队
- 临沂指挥所
- 第一兵团：司令汤恩伯
- 第二兵团：司令王敬久
- 第三兵团：司令欧震
- 第四兵团司令王仲廉
- 第一绥靖区李默庵
- 第二绥靖区王耀武
- 第三绥靖区冯治安
- 第四绥靖区

刘汝明 
- 第五绥靖区孙震（兼）
- 第六绥靖区周
- 第七绥靖区张雪中
- 第八绥靖区夏威
- 第九绥靖区李良荣/李延年
- 徐兖绥靖区李玉堂
- 整编第19军
- 整编第27军
- 整编第26、51、70师
- 陆军总司令部郑州指挥所：1947年6月5日主任李延年/孙震，参谋长张世希

1948年6月14日中華民國陆军总司令部徐州司令部改组为徐州剿匪总司令部（简称“徐州剿总”）。1948年6月29日任命劉峙为總司令，孫震為副司令:8628，李樹正為參謀長。7月15日刘峙到任。1948年8月12日，蔣特派馮治安、劉汝明、杜聿明為徐州剿匪總司令部副總司令:8657。加上李延年、韓德勤、陈鼎勋和孫震等，副總司令共7人。
1948年11月10日，杜聿明从东北战场葫芦岛飞抵徐州，任徐州剿总副总司令兼前敌指挥，住进江苏学院南侧的某小院子（现徐州三中）二层楼里，挂“徐州剿匪司令部前进指挥部”牌子。11月18日刘峙以喉咙痛不能吃饭去上海看病，获得蒋介石批准；11月20日，离开徐州飞抵蚌埠，指挥李延年、刘汝明两兵团北上；徐州兵权交给杜聿明。
1948年11月28日，杜聿明秘密前往南京觐见蒋介石，决定放弃徐州。徐州剿总机关内部传开了这一保密决定，家属们开始收拾细软，乘飞机南下。11月29日，徐州剿总开始销毁文件；当天上午，徐州剿总参谋长李树正飞离徐州。11月30日，徐州剿总机关每个处分配两辆美式卡车，沿中山路、铜萧公路、海郑公路南逃。11月30日上午10点整剿总大门撤岗。
徐蚌會戰後，1949年1月20日，蔣中正撤銷徐州剿匪總司令部，調劉峙任總統府戰略顧問:8785。

## 建制
徐州剿總下轄7個兵團與三個綏靖區共約80萬地面兵力；另外駐紮在南京、蚌埠和徐州等地相當數量的空軍也歸徐州剿總直接指揮或直接通過空軍指揮機關調動。
- 总司令办公室 主任郭一予（中将，黄埔一期） 办公室少将副主任麻安邦
  - 译电室
- 第一处（人事处/军务处）处长许午言（黄埔六期工兵科，调任整编第116旅旅长）／吴剑秋
- 第二处（情报处）处长谭讷／何辑生（黄埔九期）。上校科长周英
- 第三处（作战处/参谋处）处长章毓金（少将，黄埔八期，兼副参谋长）／罗文浩（少将，黄埔八期）
- 第四处（后勤处/交通处）处长邓翼鹏（少将，黄埔六期）／陈可
- 总务处（副官、经理两处合并）：处长唐志华代理／胡佛（由第29师师长调任，黄埔四期）
- 政工处/政治部：处长吴一舟（徐州陆军司令部新闻处少将处长）
  - 《正义日报》：1946年5月1日由徐州绥靖公署创办，社长刘旦晖（少将参议），副社长兼总编辑丁子俊（主笔，执行办报）、郭霞轩。报纸4开4版，后改为对开4版，日发行1,000份，因经费短缺一度停刊，后筹款才复刊。1948年12月因徐州解放而停刊。
- 军法处处长邓良生
- 党政军联合汇报秘书处（联秘处）处长刘旦晖
- 军医处
  - 徐州陆军总医院少将院长江涛声（1946-1947年夏）
- 荣管处
- 监察处
- 高参室20人
- 军乐队9人
- 剿总政务委员会：1948年10月成立。主任委员刘峙。委员13人
- 前进指挥部：1948年9月成立。主任杜聿明，副主任孙元良兼、赵家骧，参谋长舒适存，副参谋长文强
- 第二兵團（司令官邱清泉）1949年1月10日于永城陈官庄、青龙集全军覆灭。
  - 第5军 军长 熊笑三
    - 第45师 师长 郭吉谦、贤文
    - 第46师 师长 黄宗颜、 陈辅汉、 郭方平
    - 第200师 师长 周朗

  - 第70军 军长 高吉人、邓军林
    - 第32师 师长 龚时英
    - 第96师 师长 邓军林、刘志道
    - 第139师 师长 唐化南

  - 第72军 军长 余锦源
    - 第34师 师长 陈渔浦
    - 第122师 师长 熊顺义
    - 第233师 师长 徐华

  - 第74军 军长 邱维达
    - 第51师 师长 王梦庚
    - 第57师 师长 冯寄异（后方，未参战）
    - 第58师 师长 王奎昌

  - 第12军 军长 舒荣
    - 第112师 师长 于一凡
    - 第238师 师长 徐有成
    - 新44师 师长 王屏南、耿文哲

  - 第116军 军长 谭心（战中新建）
    - 第287师 师长 李芝
    - 第288师 师长 陈元良

  - 骑一旅（兵团直属）旅长 陈陶、张荣甲
- 第六兵團（司令官李延年）（原第九绥靖区，1948年11月改编）
  - 第39军 军长 王伯勋
    - 第103师 师长 曾元三
    - 第147师 师长 张家宝

  - 第54军 军长 阙汉骞
    - 第8师 师长 周文韬、施有仁
    - 第198师 师长 张 纯
    - 第291师 师长 廖定藩

  - 第96军 军长 于兆龙
    - 第141师 师长 肖续武、甫紹武
    - 第282师 师长 章毓金

  - 第99军 军长 胡长青
    - 第92师 师长 艾 瑗
    - 第99师 师长 杨 达
    - 第268师 师长 李慎言
- 第七兵團（司令官黃百韜）1948年11月21日于邳县碾庄全军覆灭。
  - 第25军 军长 陈士章
    - 第40师 师长 曾正我
    - 第108师 师长 李世镜
    - 第148师 师长 刘清昶

  - 第44军 军长 王泽浚
    - 第150师 师长 赵璧光
    - 第162师 师长 何葆恒、杨自立

  - 第63军 军长 林湛、陈章
    - 第152师 师长 雷秀民、黎天荣（代）
    - 第186师 师长 张泽琛

  - 第64军 军长 刘镇湘
    - 第156师 师长 刘镇湘（兼）、 陈庆斌（代）
    - 第159师 师长 刘绍武 、 钟世谦

  - 第100军 军长 周志道
    - 第44师 师长 刘声鹤
    - 第63师 师长 盛 超
- 第八兵團 （第四綏靖區）司令官劉汝明、副司令官曹福林、米文和、田鎮南
  - 第55军 军长 曹福林
    - 第29师 师长 荣光兴
    - 第74师 师长 李益智
    - 第181师 师长 米文和、 刘兴远（该师后方重建中）

  - 第68军 军长 刘汝珍
    - 第81师 师长 葛开祥
    - 第119师 师长 刘广信、 张勋亭、 刘铁钧
    - 第143师 师长 崔贡琛、 阎尚元、 王保谦、 李金玉
- 第十二兵團（司令官黃維、副司令官胡璉、吳紹周）徐蚌会战中该兵团参与作战，但全程由国防部直接指挥。1948年12月15日于宿县双堆集全军覆灭。
  - 第10军 军长 覃道善 
    - 第18师 师长 尹俊
    - 第75师 师长 王靖之
    - 第114师 师长 夏建勣

  - 第14军 军长 熊绶春
    - 第10师 师长 潘琦
    - 第85师 师长 吴宗远

  - 第18军 军长 杨伯涛 
    - 第11师 师长 王元直
    - 第49师 师长 何竹本
    - 第118师 师长 尹钟岳

  - 第85军 军长 吴绍周 
    - 第23师 师长 黄子华
    - 第110师 师长 廖运周
    - 第216师 师长 谷允怀（后方，未参战）
- 第十三兵團（司令官李彌、副司令官陳冰）1949年1月10日于永城陈官庄、青龙集全军覆灭。
  - 第8军 军长 李弥（兼）、 周开成 
    - 第42师 师长 石建中、伍子敬
    - 第170师 师长 杨绪钊
    - 第237师 师长 孙进贤

  - 第9军 军长 黄淑
    - 第3师 师长 周藩
    - 第166师 师长 萧超伍
    - 第253师 师长 王青云

  - 第115军 军长 司元恺(被俘)
    - 第39师 师长 韩肇琏(被俘)
    - 第180师 师长 陈芳芝(被俘) （该师由收容残部组成）

  - 第64军 军长 李荩萱(被俘)（战中新建）
    - 第156师 师长 吴家钰(被俘)
    - 第159师 师长 黄志坚(被俘)
- 第十六兵團（司令官孫元良）1948年12月6日于永城陈官庄、青龙集全军覆灭。
  - 第41军 军长 胡临聪 
    - 第122师 师长 张宣武
    - 第124师 师长 严 翊

  - 第47军 军长 汪匣锋 
    - 第125师 师长 陈玲
    - 第127师 师长 李家英  张光汉
- 第一綏靖區（司令官周碞、副司令官顧錫九、李天霞）
  - 第4军 军长 汪作华
    - 第59师 师长 林方策
    - 第90师 师长 薛仲述 唐 连

  - 第21军 军长 王克俊
    - 第145师 师长 李志熙
    - 第146师 师长 李前荣

  - 第51军 军长王炎(王秉钺？)
    - 第41师 师长 刘卫
    - 第113师 师长 李楚

  - 第66军 军长 罗贤达
    - 第13师 师长 罗有经 王炽生
    - 第185师 师长 袁越人

  - 第107军 军长 孙良诚
    - 第260师 师长 王清瀚
    - 第261师 师长 孙玉田
- 第三綏靖區（司令官馮治安、副司令張克俠、何基灃）1948年11月8日于台儿庄、贾汪一带投共。
  - 第59军 军长 刘振三 
    - 第38师 师长 杨干三
    - 第180师 师长 崔振伦

  - 第77军 军长 王长海 
    - 第37师 师长 李宝善
    - 第132师 师长 过家芳
- 徐州城防司令方先觉
- 第28军 军长 李渤、刘秉哲 
  - 第52师 师长 朱丰
  - 第90师 师长 李西开
- 第20军 军长 杨干才 
  - 第133师 师长 景嘉谟
  - 第134师 师长 李介立